# Alois Josef Schrenk
Alois Josef baron Schrenk z Notzingu, v matrice Alois Antonín Oto Guntram baron Schrenk z Notzingu (německy Alois Joseph Schrenck Freiherr von Notzing, 24. března 1802, Zbenice – 5. března 1849, Praha) byl český římskokatolický duchovní a teolog, světící biskup olomoucký, arcibiskup pražský a kancléř Univerzity Karlovy.

## Stručný životopis

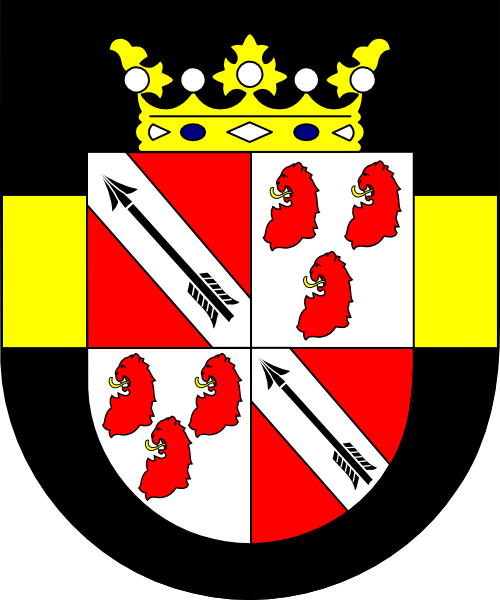
Znak pražského arcibiskupa Aloise Josefa Schrenka

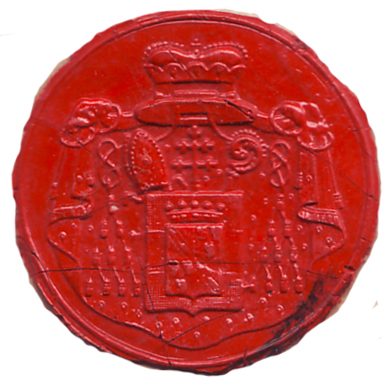
Alois Josef Schrenk, arcibiskup pražský, osobní pečeť

Alois Josef pocházel z bavorského rodu Schrenků z Notzingu. Jeho rodiči byli c. k. major Franz Seraph Schrenck von Notzing a Terezie Kajetána svobodná paní Asfeldová z Vydří.
Od roku 1821 studoval teologii v královéhradeckém biskupském semináři, kde si získal přízeň biskupa Aloise Josefa Krakovského z Kolovrat, na jehož doporučení se v roce 1823 stal se kanovníkem olomoucké metropolitní kapituly.
Roku 1825 byl vysvěcen na kněze, 1834 promován doktorem teologie.
Roku 1837 jmenován titulárním biskupem ptolemájským a světícím biskupem olomouckým, konsekrován 23. března 1838 v Olomouci a ještě v červnu téhož roku byl jmenován do funkce pražského arcibiskupa po zesnulém Ondřeji Ankwiczovi.
Jako arcibiskup proslul horlivostí a neúnavnou vizitační činností. Ze své funkce schválil roku 1844 ustavení Jednoty pro dostavění chrámu sv. Víta, 12. března 1848 celebroval slavnostní Te Deum u sochy sv. Václava na Koňském trhu v Praze.
Jeho nejstarší bratr Josef Schrenk (1797–1873) byl státním úředníkem, naposledy krajským prezidentem v Českých Budějovicích. Druhý bratr Ignác (1800–1876) byl úředníkem dvorské komory ve Vídni.
Zemřel 5. března 1849 v Praze a byl pohřben do hrobky v Arcibiskupské (Pernštejnské, Kinských) kapli v chóru katedrály sv. Víta, Václava a Vojtěcha v Praze. Na západní stěně kaple má epitaf v podobě nápisové a znakové desky z černého mramoru.